# Gwangjin-gu
Gwangjin-gu é um dos 25 distritos (gu) de Seul, Coreia do Sul. Está localizado na margem norte do rio Han para o extremo leste de Seul. Foi criado através do distrito vizinho Seongdong-gu em 1995.